# Lindsay Stalzer
Lindsay Ann Stalzer (* 25. Juli 1984 in Peoria (Illinois)) ist eine US-amerikanische Volleyballspielerin.

## Karriere
Stalzer begann ihre Karriere an der Kewanee High School. Von 2002 bis 2005 studierte sie an der Bradley University und spielte in der Universitätsmannschaft der Braves. Nach dem Studium spielte sie in Calais. 2008 wechselte die Außenangreiferin zu CV Ciutadella auf der Insel Menorca. Bis 2013 stand sie beim Schweizer Verein Neuchâtel UCV unter Vertrag. Dann wurde Stalzer vom deutschen Bundesligisten Allianz MTV Stuttgart verpflichtet. Seit 2015 spielt sie im thailändischen Nonthaburi bei 3BB Nakhonnont.